# Scrapter
Scrapter is een geslacht van vliesvleugelige insecten uit de familie Colletidae.

## Soorten
- S. absonus Eardley, 1996
- S. acanthophorus Davies, 2005
- S. albifumus Eardley, 1996
- S. albitarsis (Friese, 1909)
- S. algoensis (Friese, 1925)
- S. amplispinatus Eardley, 1996
- S. amplitarsus Eardley, 1996
- S. armatipes (Friese, 1913)
- S. aureiferus Cockerell, 1932
- S. avius Eardley, 1996
- S. basutorum (Cockerell, 1915)
- S. bicolor Lepeletier, 1825
- S. caesariatus Eardley, 1996
- S. calx Eardley, 1996
- S. capensis (Friese, 1909)
- S. carysomus Davies, 2005
- S. catoxys Davies, 2005
- S. chloris Eardley, 1996
- S. chrysomastes Davies, 2005
- S. eremanthedon Davies, 2005
- S. erubescens (Friese, 1925)
- S. flavipes (Friese, 1925)
- S. flavostictus Cockerell, 1934
- S. fuliginatus Eardley, 1996
- S. glarea Davies, 2005
- S. heterodoxus (Cockerell, 1921)
- S. leonis Cockerell, 1934
- S. luridus Eardley, 1996

- S. niger Lepeletier, 1825
- S. nitidus (Friese, 1909)
- S. opacus (Friese, 1909)
- S. oxyaspis Davies, 2005
- S. pallidipennis (Cockerell, 1920)
- S. pruinosus Davies, 2006
- S. pyretus Davies, 2006
- S. rufescens (Friese, 1912)
- S. ruficornis (Cockerell, 1916)
- S. sittybon Davies, 2005
- S. striatus Smith, 1853
- S. thoracicus (Friese, 1925)
- S. tomentum Eardley, 1996
- S. viciniger Davies, 2006
- S. whiteheadi Eardley, 1996